# The Dangling Conversation
Singles de Simon et Garfunkel
I Am a Rock
(1966) A Hazy Shade of Winter
(1966)
The Dangling Conversation est une chanson de Simon et Garfunkel composée par Paul Simon, parue en 1966 sur l'album Parsley, Sage, Rosemary and Thyme. Sortie en tant que single quelques semaines avant la parution de l'album, elle a atteint la 25e place du Billboard Hot 100.
Le thème de la chanson est l'échec de la communication entre deux amoureux qui sont aussi différents que les poètes qu'ils lisent, Emily Dickinson et Robert Frost, et dont la relation touche à sa fin. Garfunkel n'aimait pas cette chanson car il la trouvait prétentieuse.
Joan Baez a en fait une reprise en 1967 sur l'album Joan.